# Cigentur (Paseh)
Cigentur is een bestuurslaag in het regentschap Bandung van de provincie West-Java, Indonesië. Cigentur telt 5600 inwoners (volkstelling 2010).